# Kenworth
Kenworth je ameriški proizvajalec srednjih in težkih tovornjakov, v preteklosti pa tudi avtobusov. Sedež podjetja je v Kirklandu, v zvezni državi Washington. Kenworth je divizija podjetja PACCAR. 

## Tovarne
- Chillicothe, Ohio
- Renton, Washington
- Sainte-Thérèse, Quebec, Kanada
- Bayswater, Avstralija
- Mexicali - Mehika, (KENMEX)